# Henry Villiers-Stuart, I barone Stuart de Decies
Henry Villiers-Stuart, I barone Stuart de Decies (Londra, 8 giugno 1803 – 23 gennaio 1874) è stato un politico britannico.

## Biografia
Henry Crichton-Stuart, a Londra, era il figlio maggiore di Lord Henry Crichton-Stuart, terzo figlio di John Stuart, I marchese di Bute. Sua madre era Lady Gertrude Amilia, figlia ed erede di George Mason-Villiers, II conte Grandison. Studiò all'Eton College e alla Christ Church di Oxford. Nel 1822 assunse con licenza reale il cognome di Villiers-Stuart al posto di Crichton-Stuart. Suo fratello fu William Villiers-Stuart.
Stuart fu membro del Parlamento per il Collegio della Contea di Waterford dal 1826 al 1830 per i Whig e per Banbury dal 1830 al 1831 per i Tory. Fu nominato primo Lord-Lieutenant della contea di Waterford nel 1831, carica che mantenne fino alla sua morte, e fu ammesso all'Irish Privy Council nel 1837. Nel 1839 fu elevato al titolo di barone Stuart de Decies, di Dromana nella contea di Waterford.
Lord Stuart de Decies avrebbe sposato nel 1826 Theresia Pauline Ott, tuttavia, non è mai stato confermato che Theresia fosse libera di sposarsi. Di conseguenza, il loro figlio Henry Villiers-Stuart, poi insigne egittologo, fu considerato illegittimo e non gli fu permesso di succedere nella baronia alla morte di suo padre. Di conseguenza, la dinastia si estinse alla morte di Lord Stuart de Decies nel gennaio 1874, all'età di 70 anni. Theresia morì nell'agosto 1867.

## Ascendenza
|                                                  |                      |                                                | Genitori                                |  |  | Nonni |  |  | Bisnonni                       |  |  | Trisnonni                      |  |
|                                                  |                      |                                                |                                         |  |  |       |  |  | John Stuart, III conte di Bute |  |  | James Stuart, II conte di Bute |  |
|                                                  |                      |                                                |                                         |  |  |       |  |  | John Stuart, III conte di Bute |  |  | James Stuart, II conte di Bute |  |
|                                                  |                      | lady Anne Campbell                             |                                         |  |  |       |  |  | John Stuart, III conte di Bute |  |  |                                |  |
| John Stuart, I marchese di Bute                  |                      |                                                |                                         |  |  |       |  |  | John Stuart, III conte di Bute |  |  |                                |  |
|                                                  |                      | Mary Wortley-Montagu, I baronessa Mount Stuart | Edward Wortley-Montagu                  |  |  |       |  |  |                                |  |  |                                |  |
|                                                  |                      | Mary Wortley-Montagu, I baronessa Mount Stuart | Edward Wortley-Montagu                  |  |  |       |  |  |                                |  |  |                                |  |
|                                                  |                      | Mary Wortley-Montagu, I baronessa Mount Stuart | lady Mary Pierrepont                    |  |  |       |  |  |                                |  |  |                                |  |
| lord Henry Stuart-Villiers                       |                      | Mary Wortley-Montagu, I baronessa Mount Stuart |                                         |  |  |       |  |  |                                |  |  |                                |  |
|                                                  |                      | Herbert Windsor, II visconte Windsor           | Thomas Windsor, I visconte Windsor      |  |  |       |  |  |                                |  |  |                                |  |
|                                                  |                      | Herbert Windsor, II visconte Windsor           | Thomas Windsor, I visconte Windsor      |  |  |       |  |  |                                |  |  |                                |  |
|                                                  |                      | Herbert Windsor, II visconte Windsor           | lady Charlotte Herbert                  |  |  |       |  |  |                                |  |  |                                |  |
| lady Charlotte Jane Windsor                      |                      | Herbert Windsor, II visconte Windsor           |                                         |  |  |       |  |  |                                |  |  |                                |  |
|                                                  |                      | Alice Clavering                                | sir John Clavering, III baronetto       |  |  |       |  |  |                                |  |  |                                |  |
|                                                  |                      | Alice Clavering                                | sir John Clavering, III baronetto       |  |  |       |  |  |                                |  |  |                                |  |
|                                                  |                      | Alice Clavering                                | Jane Mallabar                           |  |  |       |  |  |                                |  |  |                                |  |
| Henry Villiers-Stuart, I barone Stuart de Decies |                      | Alice Clavering                                |                                         |  |  |       |  |  |                                |  |  |                                |  |
|                                                  | sir Aland John Mason | John Mason                                     |                                         |  |  |       |  |  |                                |  |  |                                |  |
|                                                  | sir Aland John Mason | John Mason                                     |                                         |  |  |       |  |  |                                |  |  |                                |  |
|                                                  | sir Aland John Mason | Jane Aland                                     |                                         |  |  |       |  |  |                                |  |  |                                |  |
| George Mason-Villiers, II conte Grandison        | sir Aland John Mason |                                                |                                         |  |  |       |  |  |                                |  |  |                                |  |
|                                                  |                      | Elizabeth FitzGerald, I contessa Grandison     | John Villiers, I conte Grandison        |  |  |       |  |  |                                |  |  |                                |  |
|                                                  |                      | Elizabeth FitzGerald, I contessa Grandison     | John Villiers, I conte Grandison        |  |  |       |  |  |                                |  |  |                                |  |
|                                                  |                      | Elizabeth FitzGerald, I contessa Grandison     | Frances Cary                            |  |  |       |  |  |                                |  |  |                                |  |
| lady Gertrude Amelia Mason-Villiers              |                      | Elizabeth FitzGerald, I contessa Grandison     |                                         |  |  |       |  |  |                                |  |  |                                |  |
|                                                  |                      | Francis Seymour-Conway, I marchese di Hertford | Francis Seymour-Conway, I barone Conway |  |  |       |  |  |                                |  |  |                                |  |
|                                                  |                      | Francis Seymour-Conway, I marchese di Hertford | Francis Seymour-Conway, I barone Conway |  |  |       |  |  |                                |  |  |                                |  |
|                                                  |                      | Francis Seymour-Conway, I marchese di Hertford | Charlotte Shorter                       |  |  |       |  |  |                                |  |  |                                |  |
| lady Gertrude Seymour-Conway                     |                      | Francis Seymour-Conway, I marchese di Hertford |                                         |  |  |       |  |  |                                |  |  |                                |  |
|                                                  |                      | lady Isabella Fitzroy                          | Charles FitzRoy, II duca di Grafton     |  |  |       |  |  |                                |  |  |                                |  |
|                                                  |                      | lady Isabella Fitzroy                          | Charles FitzRoy, II duca di Grafton     |  |  |       |  |  |                                |  |  |                                |  |
|                                                  |                      | lady Isabella Fitzroy                          | lady Harriet Beaufort Somerset          |  |  |       |  |  |                                |  |  |                                |  |
|                                                  |                      | lady Isabella Fitzroy                          |                                         |  |  |       |  |  |                                |  |  |                                |  |